# Странни неща (сезон 4)
Четвъртият сезон на научнофантастичен драматичен телевизионен сериал на ужасите Странни неща е пуснат на стрийминг услугата Netflix в два тома. Първият набор от епизоди е пуснат на 27 май 2022, докато вторият – на 1 юли 2022. Сезонът е продуциран от създателите на шоуто братя Дафър заедно с Шон Леви, Дан Коен, Лейн Патерсън и Къртис Гуин.
Завръщащи се като редовни участници в сериала са Уинона Райдър, Дейвид Харбър, Мили Боби Браун, Фин Улфхард, Гейтен Матарацо, Кейлъб Маклафлин, Ноа Шнап, Сейди Синк, Наталия Дайър, Чарли Хийтън, Джо Киъри, Мая Хоук, Приа Фъргюсън, Матю Модайн и Пол Райзър , докато Брет Гелман е повишен в редовен сериал, след като се повтори в предишните два сезона. Джейми Кембъл Бауър, Джоузеф Куин, Едуардо Франко и Кара Буоно също участват. Том Влашиха, Никола Джуричко и Мейсън Дай се появяват в повтарящи се роли.
Странни неща 4 е посрещнат с позитивни оценки, с критици, хвалещи представленията на актьорския състав (Особено тези на Браун, Маклафин, Синк, Бауър и Куин), визуалните елементи, последствията от действията, по-зрял тон на общуване сравнен с предишните сезони. Има критики, че е претъпкан поради по-продължителното времетраене на епизодите сравнено с предишни сезони.

## Сюжетни линии
Поставени през март 1986, осем месеца след събитията от трети сезон, четвърти сезон е разделен между различни сюжетни линии.
Първата се състои в Хокинс, където няколко тийнейджъри са убити по мистериозен начин. Тя съдържа Дъстин Хендерсън, Макс Мейфилд, Лукас и Ерика Синклейр, Стийв Харингтън, Робин Бъкли, Еди Мънсън, лидера на клуба Hellfire; Групата Тъмници и Дракони (Dungeons & Dragons), която включва Дъстин и приятелите му. Еди става главен заподозрян и е преследван от Джейсън Карвър и членовете на баскетболния отбор, които вярват че, Еди стои зад убийството на гаджето на Джейсън, Криси Кънингам, използвайки сатанински сили. Дъстин и приятелите му проучават и откриват, че убийствата са извършени от свръхестествено същество, което живее в огледалния свят. Наричат го с името „Векна". 
.Втората сюжетна линия включва Майк Уилър, който посещава Единадесет, Уил и Джонатан Байърс в техния нов дом в Калифорния. Поради събитията в Хокинс и надвисналата опасност за приятелите си, Единадесет отива с д-р Мартин Бренер и Сам Оуенс в тайно съоръжение, за да ѝ помогнат да си възстанови силите. Майк, Уил, Джанатан и приятелят на Джонатан Аргил се опитват да намерят Единадесет.
Третата сюжетна линия следва Джойс Байърс и Мъри Бауман, когато научават, че Джим Хопър може би е жив. Казано им е да донесат пари, за да се уреди бягството му. Междувременно Хопър държан като затворник в руски гулаг в Камчатка и е принуден, заедно с други затворници, да преборят Демогоргън, който руснаците са уловили.

## Актьорски състав и герои
Главни
- Уинона Райдър като Джойс Байърс
- Дейвид Харбър като Джим Хопър
- Мили Боби Браун като Единадесет / Джейн Хопър
- Марти Блеър като малката Единадесет
- Фин Улфхард като Майк Уилър
- Гейт Матарацо като Дъстин Хендерсън
- Кейлъб Маклафлин като Лукас Синклер
- Ноа Шнап като Уил Байърс
- Сейди Синк като Макс Мейфийлд
- Бел Хенри като малката Макс
- Наталия Дайър като Нанси Уилър
- Чарли Хийтън като Джонатан Байърс
- Джо Киъри като Стив Харингтън
- Мая Хоук като Робин Бъкли
- Брет Гелман като Мъри Бауман
- Приа Фъргюсън като Ерика Синклер
- Матю Модайн като Мартин Бренер
- Пол Райзър като Сам Оуенс

Също в главна роля
- Джейми Кембъл Бауър като Хенри Крийл / One / Vecna
- Рафаел Люс като малкия Хенри Крийл
- Кара Буоно като Карън Уилър
- Едуардо Франко като Аргайл
- Джоузеф Куин като Еди Мънсън

Други
- Джо Крест като Тед Уилър
- Мейсън Дай като Джейсън Карвър
- Том Власчиха като Дмитрий "Енцо" Антонов
- Никола Джуричко като Юрий Исмайлов
- Роб Морган като шериф Пауъл
- Джон Рейнолдс като офицер Калахан
- Шърман Огъстъс като подполковник Джак Съливан
- Майлс Труит като Патрик Маккини
- Габриела Пицоло като Сузи
- Тинсли и Анистън Прайс като Холи Уилър
- Клейтън Роял Джонсън като Анди
- Тристан Спон като двама
- Кристиан Ганиере като Десет
- Реджина Тинг Чен като г-жа Кели
- Елоди Грейс Оркин като Анджела
- Логан Алън като Джейк
- Хънтър Романилос като Шанс
- Паша Д. Личников като Олег
- Вайдотас Мартинатис като надзирател Мелников
- Николай Николаев като Иван
- Парис Бенджамин като агент Елън Стинсън
- Катрин Къртин като Клаудия Хендерсън
- Карън Сизи като Сю Синклер
- Арнел Пауъл като Чарлз Синклер
- Ира Амикс като Хармън
- Кендрик Крос като Уолъс
- Хендрикс Янси като Тринадесет

Гости
- Грейс Ван Диен като Криси Кънингам
- Амибет Макнулти като Вики
- Логан Райли Брунър като Фред Бенсън
- Джоел Стофър като Уейн Мънсън
- Дейкър Монтгомъри като Били Харгроув
- Робърт Инглунд като Виктор Крийл
- Кевин Л. Джонсън като младия Виктор Крийл
- Тайнър Рушидж като Вирджиния Крийл
- Ливи Бърч като Алис Крийл
- Ед Аматрудо като режисьор Хач
- Одри Холкомб като Идън

## Епизоди
| Том 1 |   |                                                 |              |                    |             |
| 26 | 1 | „Част първа: Клуб „Адски огън“                  | Братя Дафър  | Братя Дафър        | 27 май 2022 |
| В ретроспекция към 1979 г. д-р Бренер експериментира с деца, притежаващи свръхестествени способности, докато мистериозен инцидент убива всички деца с изключение на Единадесет. През 1986 г. – осем месеца след събитията в Starcourt Mall – Джойс, Уил, Джонатан и Единадесет се местят в Калифорния, където Единадесет се бори със загубата на силите си и е рутинно тормозена от други ученици. Джойс получава порцеланова кукла по пощата, изглежда от Русия, и намира скрита бележка, в която се казва, че Хопър е жив. В Хокинс Майк и Дъстин се присъединяват към техния гимназиален "Hellfire Club", клуб Dungeons & Dragons, ръководен от ексцентричния Еди Мънсън. В резултат на това те пропускат да видят как Лукас печели шампионската игра на баскетболния отбор. Макс, която се е разделила с Лукас, се бори със скръбта по починалия си доведен брат, Били. Криси Кънингам, ученичка от отбора на мажоретките, е преследвана от видения на семейството си и звънящ часовник. Докато купува наркотици от Еди, Криси е обладана и убита от хуманоидно създание от нейните видения. |   |                                                 |              |                    |             |
| 27 | 2 | „Част втора: Проклятието на Векна“              | Братя Дафър  | Братя Дафър        | 27 май 2022 |
| Хопър е оцелял при експлозията под Starcourt Mall, но е бива заловен от съветски войници и изпратен в затворнически лагер в Камчатка. Джойс и Мъри се обаждат на телефонния номер на изпратената ѝ бележка и говорят с Дмитрий Антонов, пазач в затвора, който Хопър е подкупил. Антонов ги кара да доставят откуп от 40 000 долара на неговия контакт в Аляска. Майк лети до Калифорния, за да посети Единадесет, където той и Уил стават свидетели как тя е тормозена от нейната съученичка Анджела; В крайна сметка Единадесет отмъщава, като удря Анджела в лицето с ролкови кънки. Макс казва на Дъстин, че е видяла Еди да бяга в нощта, когато Криси е починала. Заедно с Робин и Стийв, те откриват травматизирания Еди и му обясняват за огледалния свят. Еди и Дъстин назовават съществото, убило Криси, „Векна“. Нанси и нейният състудент репортер Фред разследват смъртта на Криси; Чичото на Еди казва на Нанси, че вярва, че убиецът е Виктор Крийл, жител на Хокинс, който е институционализиран, след като се предполага, че е убил семейството си през 50-те години. Фред е привлечен в гората от видения на момиче, което случайно е убил, преди Векна да убие него. |   |                                                 |              |                    |             |
| 28 | 3 | „Част трета: Чудовището и Супергерой“           | Шон Лев      | Кейтлин Шнайдерхан | 27 май 2022 |
| Сам Оуенс е посетен от подполковник от армията на САЩ Джак Съливан, който вярва, че Единадесет е отговорна за смъртта на Криси. Единадесет е арестувана за нападение над Анджела, но е задържана от Оуенс, който обяснява, че Хокинс е в сериозна опасност и че е работил по програма, която да помогне за връщането на силите на Единадесет. Единадесет се съгласява да отиде с него. Джойс и Мъри летят до Аляска, за да доставят откупа за Хопър. Хопър подкупва свой затворник, за да счупи оковите му с помощта на чук. Нанси и Робин отиват в библиотеката, за да потърсят информация за Виктор Крийл и откриват, че Крийл е обвинил за убийствата на семейството си демон, за когото смятат, че е Векна. Джейсън повежда баскетболния отбор да търси Еди, вярвайки, че той е убил Криси, но Лукас ги изоставя. Макс си спомня, че Криси е посетила училищния съветник, преди да бъде убита от Векна. Тя открадва досиетата на Криси и Фред от кабинета на съветника и научава, че те страдат от симптоми на ПТСР, подобни на нейните. Макс чува Векна да я вика по име и си представя часовник. |   |                                                 |              |                    |             |
| 29 | 4 | „Част четвърта: Уважаеми Били“                  | Шон Леви     | Пол Дичър          | 27 май 2022 |
| Джойс и Мъри доставят откупа на контакта на Антонов, Юри, но той ги упоява, планирайки да ги предаде (и Хопър и Антонов) на руснаците за по-голяма печалба. Хопър бяга от затворническия лагер, но скоро е заловен отново. Джонатан, Майк и Уил се готвят да се измъкнат от Уолъс и Хармън, агенти, изпратени от Оуенс да ги наблюдават, но въоръжени войници атакуват къщата. Те избягват с помощта на приятеля на Джонатан, Аргайл, като водят със себе си ранен Хармън. Нанси и Робин интервюират затворник Виктор Крийл, който разказва, че семейството му е било измъчвано и убито от свръхестествени сили, докато той е бил арестуван за смъртта им. Страхувайки се, че Векна ще я убие, Макс пише писма до приятелите и семейството си и отива на гробището, за да прочете писмото ѝ до Били до надгробния му камък. Скоро тя е обладана от Векна и се озовава пред олтар в съзнанието му. Стив, Дъстин и Лукас научават от Нанси и Робин, че пускането на музика може да развали магията на Векна и пускат любимата песен на Макс, „Running Up That Hill“ на касета. Това отваря портал, през който Макс се измъква на косъм от контрола на Векна. |   |                                                 |              |                    |             |
| 30 | 5 | „Част пета: Проектът „Нина“                     | Нимрод Антал | Кейт Трефи         | 27 май 2022 |
| Оуенс отвежда Единадесет в изоставен силоз на междуконтинентална балистична ракета в Невада, където той и д-р Бренер са разработили специализиран изолиращ резервоар (наречен „NINA“), който ще позволи на Единадесет да има достъп до спомените си от времето, прекарано с други деца в лабораторията на Хокинс. Единадесет се опитва да избяга, но за кратко възвръща силите си в процеса, убеждавайки я да продължи с експеримента. В Калифорния, преди агент Хармън да умре, той дава на момчетата писалка, съдържаща телефонен номер за проекта NINA, който се свързва с модем; Майк решава да потърси помощта на приятелката на Дъстин, Сузи в Солт Лейк Сити. След предателството на Юри, Хопър е затворен заедно с Антонов. Докато летят за Русия, Джойс и Мъри покоряват Юри и се разбиват в пустинята. Макс, Лукас, Стив и Дъстин се събират отново с Нанси и Робин и решават да проучат къщата на Крийл; вътре те срещат мигащи светлини, които проследяват до движенията на Векна в огледалния свят. Джейсън и съотборниците му откриват Еди, който се опитва да избяга с лодка при езерото на влюбените; Джейсън и Патрик плуват след него. Във водата Векна убива Патрик пред очите на Джейсън и Еди. |   |                                                 |              |                    |             |
| 31 | 6 | „Част шеста: Гмуркането“                        | Нимрод Антал | Къртис Гвен        | 27 май 2022 |
| Единадесет изживява отново спомени за сприятеляването си с лаборант, който я предупреждава да не се доверява на Бренер. Тя също си спомня, че е била остракизирана от други тестови субекти, което я кара да вярва, че е отговорна за клането в лабораторията. Сузи помага на групата на Майк да намери координатите на проекта NINA. Хопър и другите затворници получават голямо угощение, за което Хопър предупреждава, че трябва да ги подготви че ще бъдат изядени от Демогоргон. По-късно той успява да открадне запалка, припомняйки си, че слабостта на Демогоргон е огънят. Джойс и Мъри принуждават Юри да ги заведе до близкия град, където той съхранява стоките си и решават да накарат Мъри да се представи като Юри, за да проникне в затвора. Джейсън стимулира жителите на Хокинс на среща в кметството срещу предполагаемия сатанински култ на Еди. Групата на Стийв намира Еди; Дъстин забелязва, че компасът му не работи добре и осъзнава, че наблизо трябва да има нова порта към огледалния свят. Те проследяват портата до езерото на влюбените, където Стийв се гмурва, за да я инспектира, преди да бъде дръпнат в огледалния свят от жило и да бъде залят от прилепоподобни същества. Нанси, Робин и Еди се гмуркат след него. |   |                                                 |              |                    |             |
| 32 | 7 | „Част седма: Клането в лабораторията на Хокинс“ | Братя Дафър  | Братя Дафър        | 27 май 2022 |
| Джойс, Мъри и Юри навлизат в Камчатка и стават свидетели на борбата на Хопър и другите затворници с Демогоргон. Хопър задържа създанието с пламтящо копие, докато Мъри и Джойс покоряват пазачите и отварят вратите на затвора, позволявайки на Хопър и Антонов да избягат. Джойс и Хопър се събират отново. Дъстин, Лукас и Ерика теоретизират, че Векна е създал порта на мястото на всяко убийство, което те съобщават на групата на Стийв в отвъдното. И двете страни се събират отново в ремаркето на Еди на портата, където Криси умря. Робин и Еди излизат безопасно, но Векна обладава Нанси. Тя открива, че той е синът на Виктор Крийл, Хенри, който убива майка си и сестра си с психокинетичните си сили, преди да изпадне в кома и да бъде оставен на грижите на Бренер. Хенри става субект 001 в опитите на Бренер да възпроизведе неговите сили и по-късно санитаря, с когото Единадесет се сприятелява. Единадесет най-накрая си спомня как Хенри е извършил клането в лабораторията и се е опитал да я убие, когато тя е отказала да помогне за изпълнението на неговите убийствени амбиции; Единадесет надвива Хенри и го изпраща в огледалния свят, където той става Векна. |   |                                                 |              |                    |             |
| Том 2 |   |                                                 |              |                    |             |
| 33 | 8 | „Част осма: Татко“                              | Братя Дафър  | Братя Дафър        | 1 юли 2022  |
| Векна показва на Нанси визия за бъдещето, където Хокинс е разкъсван от разриви, преди да я освободи. Нанси си спомня опита си на другите и те решават, че Векна се нуждае от четири порти, за да изпълни плана си; Макс предлага да примами Векна, за да могат другите да го атакуват, докато той е разсеян, вярвайки, че тя може да се скрие от него за известно време в щастливите си спомени за Лукас и останалата част от групата. Единадесет, използвайки силите си, научава за този план и кара Оуенс да организира транзит до Хокинс. Въпреки това Бренер осигурява Оуенс и хваща в капан Единадесет, настоявайки, че тя трябва да завърши обучението си. Единадесет разбира, че Бренер я е използвал години наред, за да се опита да върне Хенри от огледалния свят, а не само за да разкрие съветски тайни, както твърди Бренер. Съливан и неговите сили пристигат на мястото и убиват целия персонал; Бренер бяга с Единадесет, но самият той е застрелян. Единадесет изважда превозните средства на Съливан точно когато пристига групата на Майк. Тя отказва да прости на Бренер, преди той да умре. В Русия Хопър, Джойс, Мъри, Юри и Антонов бягат от базата, след като откриват още няколко същества от огледалния свят, както и сенчест фрагмент от Mind Flayer, който се изучава в затвора. |   |                                                 |              |                    |             |
| 34 | 9 | „Част девета: На гръб“                          | Братя Дафър  | Братя Дафър        | 1 юли 2022  |
| Различните групи изпълняват своите планове: Макс, Лукас и Ерика отиват в Къщата на Крийл, за да отвлекат вниманието на Векна, докато Стив, Нанси и Робин отиват при неговия двойник с главата надолу, за да го атакуват, като Дъстин и Еди създават отклонение, за да отблъснат прилепите. Знаейки, че Векна ще нахлуе в съзнанието на Макс, групата на Единадесет създава изолиращ резервоар, за да може тя да се "вмъкне" в съзнанието на Макс и да се бие с Векна. Междувременно в Русия, разсъждавайки, че децата им ще преследват Векна директно, Хопър, Джойс и Мъри влизат отново в затвора и убиват останалите демогоргони, за да отслабят Векна. Нещата започват да се объркват, когато Джейсън открива плана и държи Лукас на прицел, изисквайки да прекратят своя „сатанински ритуал“. Лукас се опитва да вразуми Джейсън, но е принуден да го нокаутира. Нанси, Стив и Робин са задържани от лозите в къщата огледалния свят Creel и са неспособни. Опитвайки се да спечели допълнително време за успех на атаката, Еди се жертва на прилепите и умира в ръцете на Дъстин. Докато Макс се крие в паметта си за Снежната топка, Векна я намира, но е спряна от Единадесет. В последвалата битка Векна побеждава Единадесет и й разкрива, че той контролира огледалния свят откакто тя го е изпратила там; той е този, който оформи създанието в сянка във формата на Покорителя на разум и започна да търси начин да се върне, използвайки физическата форма на Покорителя на разум, за да открадне силата на Единадесетте, за да създаде портали. Той обуздава Единадесет с лози и завладява ума на Макс. Майк признава любовта си на Единадесет, давайки й силата да се освободи от лозята и да атакува Векна, преди той да убие Макс. Eleven печели предимство в умствената битка, позволявайки на Нанси, Стив и Робин да се освободят и да запалят физическата форма на Векна и да го застрелят, но той изчезва, след като пада през прозорец. Макс се поддава на раните си и умира, но Единадесет използва силите си, за да рестартира сърцето си. Кратката й смърт обаче позволява на четирите порти да се отворят напълно и да пробият Хокинс. Два дни по-късно градът се възстановява от "земетресението". Всички се обединяват, въпреки че Макс остава в кома, а Единадесет не може да я намери с нейните сили. Уил усеща, че Векна е все още жива и групата наблюдава как буреносни облаци и червени светкавици се събират над Хокинс, растенията започват да изсъхват и умират и спорите започват да се носят във въздуха, което предполага, че огледалния свят е започнал да кърви в нормалния свят |   |                                                 |              |                    |             |

## Продукция

### Развитие
Както при миналите сезони, планирането на четвъртия сезон на Странни неща започва преди излизането на предходния сезон. В интервю за Ентъртеймънт Уийкли, което излиза малко след излизането на третия сезон, създателите на сериала Мат и Рос Дафър разкриват, че творческият екип на сериала вече се е срещал няколко пъти, за да обсъди бъдещето на шоуто. На 30 септември 2019 г. Нетфликс обяви, че са подписали с братята Дафър нова многогодишна телевизионна и филмова сделка, която според съобщенията е на стойност деветцифрена сума. За да съвпадне с обявяването на сделката за продукцията, Netflix също обявяват подновяването на Странни неща за четвърти сезон, като пусна кратък, минутен тийзър в YouTube.

### Писане
Коментирайки края на предишния сезон, Рос Дафър разгласи процеса на свързване на сюжетни дъги между сезоните:
| „ | Не искаме да се пишем в ъгъла, затова се опитваме да проведем тези ранни дискусии със сценаристите, просто за да сме сигурни, че се подготвяме да вървим в правилната посока. Не знаем много, но знаем много от големите широки щрихи. В края на сезон 2 знаехме за Били. Знаехме, че руснаците ще влязат. Не знаехме мола и други неща, но отново знаем тези големи широки щрихи. Това е нещо като мястото, където сме в сезон четири. Имаме големите широки щрихи. Сега става въпрос за попълване на тези редове в подробностите. Доста сме развълнувани от това къде потенциално ще стигне. Отново, както казахме, усещането ще бъде много различно от този сезон. Но мисля, че това е правилното нещо и смятам, че ще бъде вълнуващо. | “ |

Мат Дафър посочва, че един от „широките щрихи“ на сюжета е основният център на действието, като преместването от Хокинс, Индиана, за по-голямата част от сезона, първият сериал. Той също така посочва, че няколкото свободни неща, оставени след края на третия сезон, като предполагаемата гибел на Хопър и осиновяването на Единадесет от Джойс Байърс и преместването с новото ѝ семейство извън щата, ще бъдат загатнати по някое време през четвъртия сезон. По-късно братята Дафър разширяват предишните си коментари, като казват, че "епичната" структура на триптиха на четвъртия сезон е един от основните фактори, допринасящи за неговата преувеличена дължина. Те го оприличиха на сериала на HBO Игра на тронове по отношение на големия му мащаб, времетраене и по-нова, по-зряла промяна на тоновете, както и разделянето на героите им на множество отдалечени места.
Друг фактор, на когото се дължи новооткритата удължена дължина на шоуто, е изразената цел на братя Дафър най-накрая да дадат отговори на несигурностите относно дълго кипящата митология на сериала, която те бавно разкриват като един по един през последните три сезони. По средата на написването на четвъртия сезон Матю и Рос осъзнават, че ще им трябва девети епизод, за да включат всички желани сюжетни точки, които Нетфликс на свой ред посрещат с „бързо одобрение“. По време на продукцията на първия сезон, дуото са подготвили документ от двадесет страници за Нетфликс, който обяснява вселената на шоуто, включително какво представлява огледалния свят, в ясни подробности. На свой ред материалът от споменатия документ диктува определени сюжети при писането на сезона. Братя Дафър искали да прекарат повече време в огледалния свят през този сезон, тъй като разказът на третия сезон им даде малка възможност да го изследват. 
Тъй като четвъртият сезон е най-продължителният сезон, режисиран досега, братя Дафър и Нетфликс избират план за издаване в два тома. В писмо от братя Дафър, публикувано от Нетфликс, дуото разкрива, че е написало девет сценария, обхващащи над 800 страници, и че четвъртият сезон е почти двойно по-дълъг от който и да е от предишните сезони.
В интервю за подкаста на Netflix Present Company With Krista Smith, Рос Дафър обсъжда много по-зрелия тон на четвърти сезон, който той посочва, че ще бъде поне частично постигнат чрез „облягане към“ жанра на ужасите.
Персонажът на Еди Мънсън е базиран на Деймиън Еколс, един от тримата от Западен Мемфис, който е неправилно осъден през 1994 г. за смъртта на три момчета поради външния му вид, който жителите свързват с това, че е част от сатанински култ. Сценаристите са черпили от Paradise Lost, документален филм за Echols, за историята на Eddie.
Както са направили с Демогоргона от първия сезон, Duffers избраха да използват Dungeons &amp; Dragons героя на Vecna като основа на антагониста от този сезон, нещо, което детските герои ще разпознаят и ще разберат опасностите поради тяхното познаване чрез ролята -играя. Докато Vecna не е напълно въведен в материалите на Dungeons & Dragons до 1990 г. чрез модула Vecna Lives!, и само е споменато в преданията преди това, Дафър вярваха, че Еди е напреднал гейммастър, който можеше да екстраполира как ще се държи Векна за целите на

## Реализация
Четвъртият сезон е пуснат в стрийминг платформата Нетфликс в два тома , първият том със седем епизода е пуснат на 27 май 2022 г. , докато вторият том с два епизода е пуснат пет седмици по-късно на 1 юли 2022 г.
Премиерата на сезон 4 се случи три дни след масова стрелба в училище в Увалде , Тексас, където въоръжен мъж застреля смъртоносно 21 души. Вследствие на трагедията и като се има предвид, че Епизод 1 е студен старт – сцена, която е пусната като онлайн закачка една седмица преди премиерата – включва графични изображения на мъртви тела, включително такива на деца, Netflix добави предупредителна карта преди обобщението на предходния сезон, което се възпроизвежда автоматично преди Епизод 1. Картата, която се показва само на зрители в Съединените щати, гласи следното:
 
„Заснехме този сезон на Stranger Things преди една година. Но като се има предвид неотдавнашната трагична стрелба в училище в Тексас, зрителите може да намерят началната сцена на епизод 1 за тревожна. Ние сме дълбоко натъжени от това неописуемо насилие и сърцата ни са за всяко семейство скърби за любим човек."
На 1 юли 2022 г., след пускането на втория том от сезона, се съобщава, че платформата за стрийминг Netflix претърпя срив поради претоварване на сървъра, тъй като огромен брой потребители влизаха, за да предават нови епизоди, претоварвайки услугата. 

### Гледаемост
Netflix съобщава, че на 30 май 2022 Странни неща 4 е бил гледан повече от 287 милиона часа, надминавайки предишния рекорд за гледане през първата седмица от сезон 2 на Bridgerton, който има 193 милиона часа през първата му седмица. По-ранни сезони на Странни неща също навлизат в топ набиращи популярност в същата седмица, през която е пуснат Странни неща 4. Превърна се във второто заглавие на Netflix, което да достигне повече от милиард часа гледани след Игра на калмари.